# Unité urbaine de Bourges
L'unité urbaine de Bourges est une unité urbaine française centrée sur la ville de Bourges, préfecture et ville principale du département du Cher, située dans la région Centre-Val de Loire.

## Données générales
En 2010, selon l'Insee, l'unité urbaine était composée de quatre communes.
En 2020, à la suite d'un nouveau zonage, elle est composée de six communes, les communes de La Chapelle-Saint-Ursin et Morthomiers ayant été ajoutées au périmètre.
En 2022, avec 85 156 habitants, elle représente la 1re unité urbaine du département du Cher et occupe le 4e rang dans la région Centre-Val de Loire.
En 2022, sa densité de population s'élève à 576 hab/km2. Par sa superficie, elle ne représente que 2,04 % du territoire départemental mais, par sa population, elle regroupe 28,43 % de la population du département du Cher.

## Composition 2020 de l'unité urbaine
Elle est composée des six communes suivantes :
| Nom                     | Code Insee | Département | Statut       | Superficie (km2) | Population (dernière pop. légale) | Densité (hab./km2) | Modifier                                    |
| ----------------------- | ---------- | ----------- | ------------ | ---------------- | --------------------------------- | ------------------ | ------------------------------------------- |
| Bourges (ville-centre)  | 18033      | Cher        | ville-centre | 68,74            | 64 238 (2022)                     | 935                | modifier les données · modifier les données |
| La Chapelle-Saint-Ursin | 18050      | Cher        | banlieue     | 7,83             | 3 687 (2022)                      | 471                | modifier les données · modifier les données |
| Fussy                   | 18097      | Cher        | banlieue     | 11,08            | 1 914 (2022)                      | 173                | modifier les données · modifier les données |
| Morthomiers             | 18157      | Cher        | banlieue     | 14,54            | 815 (2022)                        | 56                 | modifier les données · modifier les données |
| Saint-Doulchard         | 18205      | Cher        | banlieue     | 24,01            | 9 650 (2022)                      | 402                | modifier les données · modifier les données |
| Saint-Germain-du-Puy    | 18213      | Cher        | banlieue     | 21,63            | 4 852 (2022)                      | 224                | modifier les données · modifier les données |

## Évolution démographique
| 1968   | 1975   | 1982   | 1990   | 1999   | 2006   | 2011   | 2016   | 2022   |
| ------ | ------ | ------ | ------ | ------ | ------ | ------ | ------ | ------ |
| 79 992 | 91 371 | 93 958 | 95 334 | 92 238 | 90 435 | 86 694 | 86 338 | 85 156 |

#### Données générales
- Unité urbaine
- Aire d'attraction d'une ville
- Liste des unités urbaines de France

#### Données démographiques en rapport avec l'unité urbaine de Bourges
- Aire d'attraction de Bourges
- Arrondissement de Bourges

#### Données démographiques en rapport avec le Cher
- Démographie du Cher